# Sorbus pseudaria
Sorbus pseudaria är en rosväxtart som först beskrevs av Édouard Spach, och fick sitt nu gällande namn av Johan Teodor Hedlund. Sorbus pseudaria ingår i släktet oxlar, och familjen rosväxter. Inga underarter finns listade i Catalogue of Life.